# Wolfgang Kraus (Chemiker)
Wolfgang Kraus (* 10. März 1931 in Nürnberg; † 28. März 2025) war ein deutscher Chemiker, er war Hochschullehrer an den Universitäten Hohenheim und Tübingen.

## Leben und Wirken
Nach dem Abitur 1950 in Nördlingen studierte Kraus Chemie an der Universität Tübingen mit Diplomchemiker-Examen 1958 und Promotion zum Dr. rer. nat. 1962. Nach seiner Assistentenzeit am pharmazeutischen und chemischen Institut erfolgte seine Habilitation in Organischer Chemie 1967. Als Privatdozent und später als außerplanmäßiger Professor war er auch Prodekan des Fachbereichs Chemie an der Universität Tübingen.
Im Jahr 1974 folgte Kraus dem Ruf an die Universität Hohenheim auf den Lehrstuhl für Chemie, den er bis zur Pensionierung 1999 innehatte. 1980 wurde er ehrenhalber Mitglied des Corps Germania Hohenheim.
Als seine wichtigste Arbeit gilt die Aufklärung der Struktur von Azadirachtin im Jahr 1985. Azadirachtin ist ein biologisch wirksamer Inhaltsstoff des indischen Neembaums (Azadirachta indica).

## Wichtige Funktionen
- Direktor des Instituts für Chemie an der Universität Hohenheim (1974–1999)
- Dekan der Fakultät Naturwissenschaften (1979–1981)
- Mitglied des International Advisory Board, Chulabhorn Research Institute, Bangkok, Thailand (1991)
- Visiting Professor, Kyoto University, Faculty of Agriculture, Division of Life Science, Kyoto, Japan (2002)

## Mitgliedschaften
- Gesellschaft Deutscher Chemiker
- Royal Society of Chemistry
- American Chemical Society
- Phytochemical Society of North America
- Phytochemical Society of Europe

## Hauptforschungsgebiete
- Isolierung und Strukturauflösung biologisch aktiver Inhaltsstoffe tropischer und subtropischer Pflanzen
- Kombination von Massenspektrometrie und Kernresonanzspektroskopie mit Hochleistungschromatographie
- Biologische Tests von Rohextrakten und Reinsubstanzen auf antibakterielle, antimykotische, insektenfraßhemmende, insektizide, molluskizide, hämolytische, nematizide, phytotoxische und enzymhemmende Wirkung

## Publikationen (Auswahl)
- W. Kraus, M. Bokel, A. Klenk, H. Pöhnl: The Structure of Azadirachtin and 22,23-Dihydro-23β-methoxyazadirachtin. In: Tetrahedron Lett. Band 26, Nr. 52, 1985, S. 6435, DOI:10.1016/S0040-4039(00)99020-8
- A. Klenk, M. Bokel, W Kraus: .3-Tigloylazadirachtol, an Insect Growth Regulating Constituent of Azadirachta indica. In: J. Chem. Soc. Chem. Commun. 1986, S. 523, DOI:10.1039/C39860000523
- W. Kraus, H. Gutzeit, M Bokel: .1,3-Diacetyl-11, 19-deoxa-11-oxo-meliacarpin, a Possible Precursor of Azadirachtin, from Azadirachta indica A. Juss (Meliaceae). In: Tetrahedon Lett. Band 30, 1989, S. 1781, DOI: 10.1016/S0040-4039(00)99582-0
- D. Moser, I. Klaiber, B. Vogler, W. Kraus: Molluscicidal and antibacterial compounds from Petunia hybrida Vilm. In: Pest. Sci. Band 55, 1999, S. 336. DOI: 10.1002/(SICI)1096-9063(199903)55:3<336::AID-PS895>3.0.CO;2-7
- J. Conrad, B. Vogler, S. Reeb, I. Klaiber, S. Papajewski, G. Roos, E. Vasquez, M. C. Setzer, W. Kraus: Isoterchebulin and 4,6-O-Isoterchebuloyl-D-glucose, Novel Hydrolyzable-Tannins from Terminalia macroptera. In: J. Nat. Prod. Band 64, 2001, S. 294, DOI: 10.1021/np000506v